# بنجامين ستانتون
بنجامين ستانتون (بالإنجليزية: Benjamin Stanton)‏ هو محامي وسياسي أمريكي، ولد في 4 يونيو 1809 في ماونت بليستانت في الولايات المتحدة، وتوفي في 2 يونيو 1872 في ويلينغ في الولايات المتحدة. حزبياً، نشط في حزب اليمين والحزب الجمهوري. وقد انتخب عضو مجلس النواب الأمريكي.